# پانتگو (کارولینای شمالی)
پانتگو (به انگلیسی: Pantego) شهری در ایالت کارولینای شمالی کشور ایالات متحده آمریکا است که جمعیت آن در سرشماری سال ۲۰۱۰ میلادی، ۱۷۹ نفر بوده‌است.